# Övesférgecskék

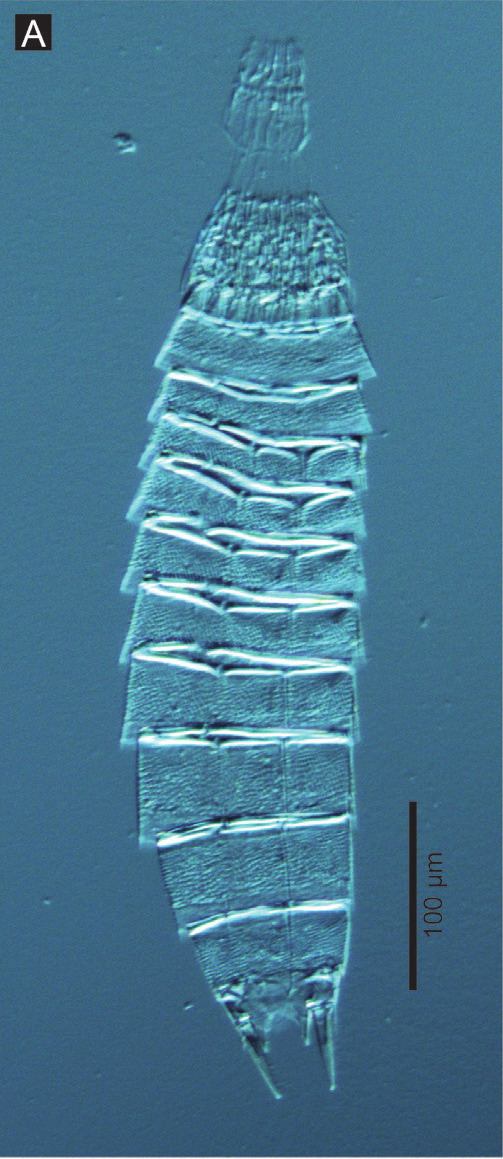
Echinoderes hwiizaa

Az övesférgecskék (Kinorhyncha) a kétoldali szimmetriájú állatok (Bilateria) közé sorolt ősszájúak (Protostomia) főtörzsében a Scalidophora klád három törzsének egyike.

## Származásuk, elterjedésük
A klád három törzse közül először a páncélosférgek (Loricifera) váltak külön, így az övesférgecskék a farkosférgek (Priapulida) testvércsoportja. Hosszú evolúciós idejük miatt képviselői a Föld valamennyi tengerében megtalálhatóak.
A 21. század elején a törzsnek mintegy 270 faja ismert; a leíratlan fajok ennél valószínűleg jóval többen vannak.

## Megjelenésük, felépítésük
Egy milliméternél is kisebb lények, fejlett ivari dimorfizmussal: a hímek mindig kisebbek a nőstényeknél.
Csillótlanok. Tetőcserépszerű lemezekből álló kutikulájuk kemény páncéllal borítja testüket. Testük három tájékra, ezen belül 13 kívülről jól látható gyűrűre tagolódik; ezek az úgynevezett zonitok. Az első zonit a visszahúzható ormány (fej), amit legfeljebb hét visszahajló sörtehorog vesz körül. A szájnyílás körül körülbelül 9 erős sörte nyúlik előre. A következő gyűrű a nyak, amelybe a fej behúzható, a többi gyűrű pedig a törzs.
A csúcson elhelyezkedő szájnyílást izmos és mirigyes garat követi, majd az egyenes bélcsatorna, ami hátul a végbélnyílásba torkollik. Hosszanti, körkörös és ferde irányultságú izomrostjai összetett mozgásformákat tesznek lehetővé.
Idegrendszerük két fő része a garatideggyűrű és a hasi oldalon futó idegtörzs. Törzsfejlődéstani szempontból fejlett bélyegek a 3–13. gyűrű kültakarójában kifejlett idegdúcok; ezeket idegsejtek hálózata köti össze.
A hímek speciális szervei a ragasztómirigyek; ezek két, a 4. zonit hasoldalán található függelékbe torkollanak. Nincs se keringési rendszerük, se légzőkészülékük.
Váltivarúak; a két, meglehetősen hasonló ivarszerv a bélcsatorna két oldalán helyezkedik el.

## Életmódjuk, élőhelyük
Kizárólag tengerekben fordulnak elő, ahol a parthoz közel élnek az iszapban. Főleg kovamoszatokat, baktériumokat és  elhalt növénydarabkákat esznek.
Posztembrionális fejlődésük kifejlés; a fiatal lárvák hat vedlés után érik el az ivarérett állapotot.

## Rendszertani felosztásuk
Hozzávetőleg 150 fajukat két rendbe sorolják.
Jellegzetes képviselőjük az Atlanti-óceán európai partjai mentén élő, 0,3 mm-es Echinoderes dujardini (Claparède, 1863?)